# Brephidium isophthalma
Brephidium isophthalma är en fjärilsart som beskrevs av Herrich-Schäffer 1862. Brephidium isophthalma ingår i släktet Brephidium och familjen juvelvingar. Inga underarter finns listade i Catalogue of Life.